# Le Mystère de Santa Marta
Pour plus de détails, voir Fiche technique et Distribution.
Le Mystère de Santa Marta (Rangers of Fortune) est un western américain en noir et blanc réalisé par Sam Wood, sorti en 1940.

## Synopsis
Une bande d'aventuriers parcourt le Mexique en quête de trésor...

## Fiche technique
- Titre français : Le Mystère de Santa Marta
- Titre original : Rangers of Fortune
- Réalisation : Sam Wood
- Producteur : Dale Van Every
- Société de production : Paramount Pictures
- Société de distribution : Paramount Pictures
- Scénario : Frank Butler
- Musique : Friedrich Hollaender
- Photographie : Theodor Sparkuhl
- Montage : Eda Warren
- Pays d'origine : États-Unis
- Format : noir et blanc - 35 mm - 1,37:1 - Son : Mono (Western Electric Mirrophonic Recording)
- Genre : Western
- Durée : 80 minutes
- Dates de sortie : 
  - États-Unis : 19 septembre 1940 (New York City)
  - États-Unis : 27 septembre 1940
  - France : 25 janvier 1950 (Nice)
  - France : 27 octobre 1950 (Paris)

## Distribution
- Fred MacMurray : Gil Farra
- Albert Dekker : George Bird
- Gilbert Roland : Antonio Hernandez Sierra
- Patricia Morison : Sharon McCloud
- Betty Brewer : Mary Elizabeth 'Squib' Clayborn
- Joseph Schildkraut : Colonel Lewis Rebstock
- Dick Foran : Johnny Cash
- Arthur B. Allen : Mr. Prout
- Bernard Nedell : Todd Shelby
- Brandon Tynan : Homer Granville Clayborn
- Minor Watson : Clem Bowdry
- Rosa Turich : Caressa